# Plataneros de Corozal 2013-2014
Questa voce raccoglie le informazioni riguardanti i Plataneros de Corozal nelle competizioni ufficiali della stagione 2013-2014.

## Stagione
La stagione 2013-14 vede Ramón Hernández alla guida dei Plataneros de Corozal. Per quanto riguarda il mercato, ad inizio campionato si registra l'arrivo di due nuovi innesti, mentre nel corso della stagione si hanno tre partenze alle quali seguono altrettanti arrivi.
La stagione regolare si apre il 18 ottobre 2013 col successo al tie break sui Caribes de San Sebastián, mentre la prima sconfitta arriva già nel secondo impegno stagionale contro i Mets de Guaynabo. Dopo sei gare con risultati altalenanti, i Plataneros incappano in due sconfitte consecutive, subite contro Changos de Naranjito ed i Capitanes de Arecibo, dopo le quali la squadra attraversa il miglior momento della stagione, inanellando ben sette vittorie consecutive; il buon momento viene interrotto dai Neuvos Gigantes de Carolina, ma dopo questa sconfitta arriva un'altra striscia positiva con altre cinque vittorie consecutive, per poi perdere l'ultima gara di regular season contro i Capitanes de Arecibo.
Con un bilancio di diciassette vittorie e sette sconfitte, i Plataneros accedono direttamente ai play-off: ai quarti di finale vengono inseriti nel Girone B con i Nuevos Gigantes de Carolina e gli Indios de Mayagüez, raccogliendo tre vittorie ed una sconfitta e accedendo da secondi del girone alle semifinali; nella serie semifinale si palesa la superiorità dei futuri campioni dei Mets de Guaynabo, che superano il turno (al meglio delle sette gare) in quattro partite, ponendo fine alla stagione dei Plataneros il 19 gennaio 2014 con un terzo posto complessivo.
Il coach Ramón Hernández viene insignito del premio di miglior allenatore della LVSM.

## Organigramma societario
Area direttiva
- Presidente: Javier Díaz

Area tecnica
- Allenatore: Ramón Hernández
- Assistente allenatore: Enrique Pérez
- Fisioterapista: Juan Negrón
- Scout: Carlos Almeyda

## Rosa
| N° | Nome              | Ruolo | Data di nascita  | Nazionalità sportiva |
| -- | ----------------- | ----- | ---------------- | -------------------- |
| 1  | Rafael Meléndez   | P     | 19 luglio 1990   | Porto Rico           |
| 2  | Jair Santiago     | S/O   | 24 agosto 1995   | Porto Rico           |
| 3  | José Ribas        | C     | 31 dicembre 1991 | Porto Rico           |
| 4  | Pedro Cabrera     | L     | 15 gennaio 1989  | Porto Rico           |
| 5  | Javier Jiménez    | S     | 14 dicembre 1992 | Porto Rico           |
| 5  | Abdiel Rivera     | P     | 13 aprile 1995   | Porto Rico           |
| 6  | Rafael Negrón     | S     | 4 ottobre 1989   | Porto Rico           |
| 7  | Josué Núñez       | C     | 9 maggio 1985    | Porto Rico           |
| 8  | Juan Carlos Ribas | S     | 8 settembre 1993 | Porto Rico           |
| 9  | Juan Vázquez      | S/O   | 23 gennaio 1991  | Porto Rico           |
| 10 | Ezequiel Cruz     | S     | 15 luglio 1986   | Porto Rico           |
| 11 | Juan Miguel Ruiz  | P     | 24 aprile 1981   | Porto Rico           |
| 12 | Marcos Liendo     | S     | 8 novembre 1989  | Porto Rico           |
| 14 | Víctor Cosme      | L     | 8 novembre 1989  | Porto Rico           |
| 15 | Ulises Maldonado  | S/O   | 3 marzo 1989     | Porto Rico           |
| 18 | Omar Rivera       | C     | 13 giugno 1989   | Porto Rico           |

## Mercato
| Acquisti | Acquisti          | Acquisti             | Acquisti   |
| R.       | Nome              | da                   | Modalità   |
| -------- | ----------------- | -------------------- | ---------- |
| P        | Juan Miguel Ruiz  | Cariduros de Fajardo | prestito   |
| S        | Marcos Liendo     | Turabo               | definitivo |
| C        | José Ribas        | Lees-McRae           | definitivo |
| P        | Abdiel Rivera     | ?                    | definitivo |
| S        | Juan Carlos Ribas | ?                    | definitivo |
| S/O      | Ulises Maldonado  | Indios de Mayagüez   | definitivo |

| Cessioni | Cessioni        | Cessioni              | Cessioni   |
| R.       | Nome            | a                     | Modalità   |
| -------- | --------------- | --------------------- | ---------- |
| P        | Rafael Meléndez | Maratonistas de Coamo | definitivo |
| S        | Javier Jiménez  | Maratonistas de Coamo | definitivo |
| S/O      | Juan Vázquez    | Indios de Mayagüez    | definitivo |

## Risultati

### LVSM

#### Regular season
| 18 ottobre 2013 Coliseo Carmen Zoraida Figueroa, Corozal    | Plataneros de Corozal    | 3 - 2 | Caribes de San Sebastián | 25-21, 25-16, 25-27, 20-25, 15-11 |
| 20 ottobre 2013 Coliseo Mario Morales, Guaynabo             | Mets de Guaynabo         | 3 - 0 | Plataneros de Corozal    | 25-19, 25-21, 25-16               |
| 24 ottobre 2013 Coliseo Carmen Zoraida Figueroa, Corozal    | Plataneros de Corozal    | 3 - 0 | Changos de Naranjito     | 25-23, 25-14, 30-28               |
| 26 ottobre 2013 Coliseo Félix Méndez Acevedo, Lares         | Patriotas de Lares       | 3 - 1 | Plataneros de Corozal    | 18-25, 28-26, 33-31, 25-21        |
| 31 ottobre 2013 Palacio de Recreación y Deportes, Mayagüez  | Indios de Mayagüez       | 1 - 3 | Plataneros de Corozal    | 25-16, 19-25, 16-25, 19-25        |
| 2 novembre 2013 Coliseo Carmen Zoraida Figueroa, Corozal    | Plataneros de Corozal    | 3 - 1 | Maratonistas de Coamo    | 25-19, 23-25, 26-24, 25-19        |
| 5 novembre 2013 Coliseo Guillermo Angulo, Carolina          | Gigantes de Carolina     | 3 - 0 | Plataneros de Corozal    | 25-20, 25-22, 27-25               |
| 7 novembre 2013 Coliseo Carmen Zoraida Figueroa, Corozal    | Plataneros de Corozal    | 3 - 2 | Capitanes de Arecibo     | 25-23, 17-25, 25-19, 23-25, 15-13 |
| 9 novembre 2013 Coliseo Gelito Ortega, Naranjito            | Changos de Naranjito     | 3 - 2 | Plataneros de Corozal    | 18-25, 25-21, 25-23, 25-27, 15-11 |
| 14 novembre 2013 Coliseo Manuel "Petaca" Iguina, Arecibo    | Capitanes de Arecibo     | 3 - 2 | Plataneros de Corozal    | 17-25, 25-23, 25-22, 23-25, 15-12 |
| 16 novembre 2013 Coliseo Carmen Zoraida Figueroa, Corozal   | Plataneros de Corozal    | 3 - 1 | Maratonistas de Coamo    | 22-25, 28-26, 25-16, 25-20        |
| 20 novembre 2013 Coliseo Carmen Zoraida Figueroa, Corozal   | Plataneros de Corozal    | 3 - 2 | Gigantes de Carolina     | 28-26, 25-22, 27-29, 21-25, 15-10 |
| 22 novembre 2013 Coliseo Carmen Zoraida Figueroa, Corozal   | Plataneros de Corozal    | 3 - 0 | Patriotas de Lares       | 25-21, 25-16, 25-17               |
| 27 novembre 2013 Palacio de Recreación y Deportes, Mayagüez | Indios de Mayagüez       | 1 - 3 | Plataneros de Corozal    | 25-16, 19-25, 14-25, 16-25        |
| 29 novembre 2013 Coliseo Carmen Zoraida Figueroa, Corozal   | Plataneros de Corozal    | 3 - 0 | Caribes de San Sebastián | 25-18, 25-18, 25-21               |
| 3 dicembre 2013 Coliseo Mario Morales, Guaynabo             | Mets de Guaynabo         | 2 - 3 | Plataneros de Corozal    | 25-23, 25-20, 20-25, 22-25, 21-23 |
| 7 dicembre 2013 Coliseo Carmen Zoraida Figueroa, Corozal    | Plataneros de Corozal    | 3 - 1 | Patriotas de Lares       | 25-21, 25-16, 21-25, 27-25        |
| 12 dicembre 2013 Coliseo Guillermo Angulo, Carolina         | Gigantes de Carolina     | 3 - 2 | Plataneros de Corozal    | 25-20, 13-25, 16-25, 25-23, 15-9  |
| 14 dicembre 2013 Coliseo Gelito Ortega, Naranjito           | Changos de Naranjito     | 0 - 3 | Plataneros de Corozal    | 20-25, 22-25, 18-25               |
| 18 dicembre 2013 Coliseo Carmen Zoraida Figueroa, Corozal   | Plataneros de Corozal    | 3 - 1 | Indios de Mayagüez       | 21-25, 27-25, 25-19, 25-19        |
| 21 dicembre 2013 Coliseo Carmen Zoraida Figueroa, Corozal   | Plataneros de Corozal    | 3 - 1 | Mets de Guaynabo         | 25-22, 25-17, 20-25, 25-20        |
| 23 dicembre 2013 Coliseo Edwin "Puruco" Nolasco, Coamo      | Maratonistas de Coamo    | 0 - 3 | Plataneros de Corozal    | 24-26, 19-25, 28-30               |
| 27 dicembre 2013 Coliseo Luis Aymat Cardona, San Sebastián  | Caribes de San Sebastián | 1 - 3 | Plataneros de Corozal    | 23-25, 23-25, 26-24, 16-25        |
| 29 dicembre 2013 Coliseo Carmen Zoraida Figueroa, Corozal   | Plataneros de Corozal    | 1 - 3 | Capitanes de Arecibo     | 21-25, 20-25, 25-15, 23-25        |

#### Play-off
| Quarti di finale (gara 2) - 4 gennaio 2014 Coliseo Carmen Zoraida Figueroa, Corozal   | Plataneros de Corozal | 3 - 1 | Indios de Mayagüez    | 25-15, 25-14, 21-25, 25-16        |
| Quarti di finale (gara 3) - 8 gennaio 2014 Coliseo Guillermo Angulo, Carolina         | Gigantes de Carolina  | 3 - 0 | Plataneros de Corozal | 25-21, 25-19, 25-21               |
| Quarti di finale (gara 4) - 9 gennaio 2014 Palacio de Recreación y Deportes, Mayagüez | Indios de Mayagüez    | 0 - 3 | Plataneros de Corozal | 16-25, 22-25, 23-25               |
| Quarti di finale (gara 6) - 12 gennaio 2014 Coliseo Carmen Zoraida Figueroa, Corozal  | Plataneros de Corozal | 3 - 0 | Gigantes de Carolina  | 25-19, 25-22, 28-26               |
| Semifinali (gara 1) - 13 gennaio 2014 Coliseo Mario Morales, Guaynabo                 | Mets de Guaynabo      | 1 - 3 | Plataneros de Corozal | 25-23, 22-25, 27-25, 25-19        |
| Semifinali (gara 2) - 15 gennaio 2014 Coliseo Carmen Zoraida Figueroa, Corozal        | Plataneros de Corozal | 0 - 3 | Mets de Guaynabo      | 18-25, 14-25, 24-26               |
| Semifinali (gara 3) - 17 gennaio 2014 Coliseo Mario Morales, Guaynabo                 | Mets de Guaynabo      | 3 - 1 | Plataneros de Corozal | 25-21, 22-25, 25-15, 25-17        |
| Semifinali (gara 4) - 19 gennaio 2014 Coliseo Carmen Zoraida Figueroa, Corozal        | Plataneros de Corozal | 2 - 3 | Mets de Guaynabo      | 18-25, 22-25, 25-23, 25-18, 11-15 |

## Statistiche

### Statistiche di squadra
| Competizione | Punti | In casa | In casa | In casa | In trasferta | In trasferta | In trasferta | Totale | Totale | Totale |
| Competizione | Punti | G       | V       | P       | G            | V            | P            | G      | V      | P      |
| ------------ | ----- | ------- | ------- | ------- | ------------ | ------------ | ------------ | ------ | ------ | ------ |
| LVSM         | 50    | 12      | 11      | 1       | 12           | 6            | 6            | 24     | 17     | 7      |
| Totale       | 50    | 12      | 11      | 1       | 12           | 6            | 6            | 24     | 17     | 7      |

G = partite giocate; V = partite vinte; P = partite perse